# Dagón

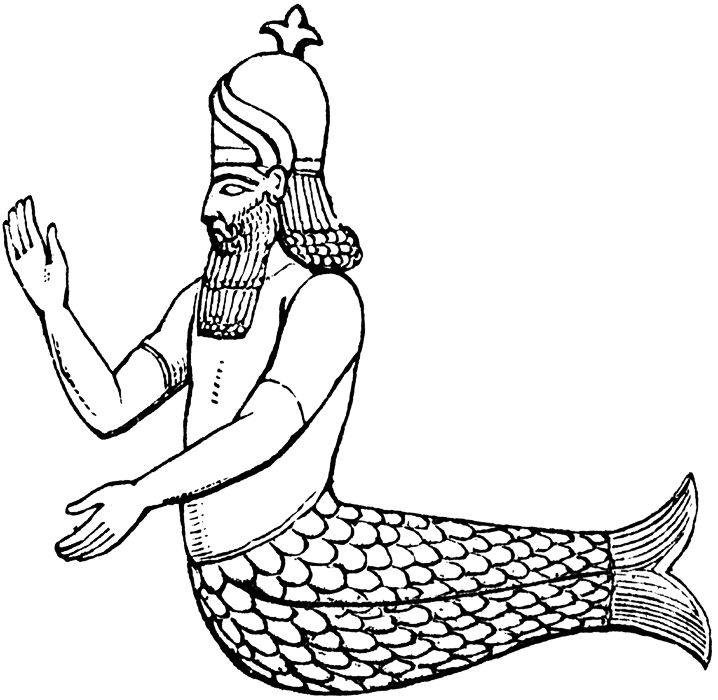
Relieve de un hombre pez mesopotámico (Kulullû) identificado de acuerdo con los estudios de principios del como Dagón en "A Practical Commentary on Holy Scripture" (1910)

Dagón (de la raíz semítica דגן D-g-n, «grano, cereal»; posteriormente relacionado con la raíz dag, «pececito»; en hebreo: דגון‎, Dāgōn) o más acertadamente Dagan (Sumerio: 𒀭𒁕𒃶, romanizado: da-gan; Fenicio: 𐤃𐤂𐤍, romanizado: Dāgān, y también Dagan para el ugarítico) era un dios que fue adorado en todo el Oriente Próximo, especialmente en la zona de Siria. Era el dios de los cereales, el protector de los cultivos —a los que daba fertilidad— y quien enseñó a cultivar el trigo e inventó el arado.
Su nombre significa grano o semilla. En la Antigüedad después de la nueva categoría de dioses renombrados, este pasó a ser el Dios de la venganza. El escritor fenicio Sanjuniatón, traducido al griego por Filón de Biblos, dice; Dagan, después de haber descubierto el grano y el arado, fue llamado Zeus Arotrios (labrador).
Piscis era calificado como "padre de los dioses", "creador del cielo y de la tierra", "juez"... lo cual lo haría equivalente al dios sumerio Anu, (dependiendo de la época y región en que se vea). Pero otros opinan que Dagan estaba en un escalón inferior en relación con el dios primigenio El.
Fue venerado por los primeros amorreos y por los habitantes de las ciudades de Ebla y Ugarit. Según la Biblia era el dios principal del panteón filisteo con el nombre de Dagón.
En la mitología ugarítica, Dagan y su templo estaba en Ugarit al lado del de Baal. La posterior preponderancia de Ba’al se debía a que fue el único que se negó a rendir pleitesía al dios del mar Yam, venciéndole en una lucha a distancia gracias a las dos mazas mágicas que le fabricó el dios artesano Kosar wa Jasis.
[A esta lucha pueden referirse otros textos ugaríticos que hablan de la derrota de los monstruos marinos Ltn (Lótan, el Leviatán de Isaías 27) y Tnn (el Tannin de Job 26)]. Se simbolizaba así el triunfo de las aguas de las lluvias regulares sobre las aguas indómitas y torrenciales, siempre dañinas.

## Origen
En ugarítico, Dng (probablemente vocalizado como Dagnu) y en acadio Dagana, su culto aparece entre los amorreos desde el siglo XXII a. C. Dos siglos después se difundió entre asirios y babilonios. En Canaán, a este dios de los cereales se lo designaba con el apelativo  'El, literalmente «dios».  
En el hebreo se le llamaba Dagón (en hebreo: דגון‎), palabra que se relacionó con דג (dag, «pececito»), lo que motivó la interpretación de Dagón de «dios de los cereales» a «dios-pez». 

## Testimonios de su época
El dios Dagan es uno de los menos conocidos y sin embargo de los más importantes de la Edad del Bronce en el Levante mediterráneo, sobre todo en la zona de Siria. Se han encontrado textos cuneiformes en Siria datados en el tercer y segundo milenio a. C. Sin embargo no hay fuentes que lo describan o que relaten los rituales de su culto, algo que sí hicieron los babilonios y asirios con sus dioses.
La situación religiosa de Canaán era compleja tanto por la influencia extranjera como por la adaptación a la vida sedentaria de las tribus semíticas que ocuparon el país, lo que produjo una superposición de cultos relacionados con la agricultura junto con un panteón primitivo propio de las tribus anteriores:
En muchas tribus (muchas de ellas semitas), Dagan era calificado como "padre de los dioses", "creador del cielo y de la tierra", "juez".
Entre las tribus cananeas, la más dominante eran los amorreos (que algunas veces son tomados como representantes de los cananeos en general (Génesis 15:16; 1 Reyes 21:26 )).
Y en cuanto a la religión, el panteón cananeo estaba presidido por el dios IL (El, Elohim en plural-hebreo).
A su vez, entre los fenicios y sidonios, la deidad suprema Él era identificada con Dagón. Dagon (posteriormente denominado Ba'al Hammon por los cartagineses) se encuentra en un sello que tiene ciertas señales simbólicas con una provisión de trigo (lo cual lo relaciona con la agricultura). Puede leerse escrito en caracteres fenicios el nombre de Baal-Dagón pero no la imagen de un pez.
Parece que el posible error es debido a una equivocación en el nombre.
Asimismo, dado que en hebreo se le llamaba Dagán, palabra relacionada con dag (pez), esto habría motivado la interpretación de Dagan (cereal) como dios-pez. En Canaán había varios santuarios, ya que era adorado por los filisteos.
Desarrollo del culto en Mesopotamia:
En los poblamientos pre-semíticos Dagan era “Padre de los grandes dioses”, “Creador del Cielo y de la Tierra” o “Señor creador” con un carácter equiparable e intercambiable a otros dioses anatólico-mesopotámicos supremos como el dios “Il” amorreo, o el dios “Anu” de los sumerios.
Dentro del contexto de la escritura sumeria, no hay referencias a Dagan antes de la época pre-sargónida acadia. Según indica Lluis Feliú, la introducción de Dagan en Babilonia pudiera estar en relación con la cultura de pueblos procedentes del oeste - 
Precisamente hacia el año 2000 a. C. invadió Mesopotamia el pueblo de los elamitas. Elam y sus aliados shubarteo-amorreos saquearon el imperio de la III dinastía de Ur – y tras su conquista por aquellos, el dios legitimaba las conquistas:
«(…) Sargón, el rey, se postró ante Dagan, en Tuttul... »
También se han hallado otros documentos en Türa-Dagan de Mari. En el archivo de Ebla también se han encontrado tablillas que le mencionan.
Desde entonces, en la zona asirio-babilónica Dagan mantuvo una posición de privilegio, pero dentro de un panteón “mixto”:
A principios del I milenio a. C. Assurnasirpal II de Asiria (año 883-859 a. C.)- imperio neo-asirio-, se declara el “Amado de Anu y Dagan” –dando una posición similar a ambos-.
Posteriormente, los roles de los antiguos dioses son supeditados tanto al Assur asirio-babilónico, como al Marduk casita-babilónico - aunque es muy posible que ambos sean el mismo dios – donde éstos aparecen como herederos-reinantes de los antiguos dioses mesopotámicos, quedando Anu/Dagan ya asimilados entre ellos.
Estas teogonías continuarán en el tiempo en Oriente Próximo y Mesopotamia con pequeños cambios, hasta la llegada del periodo helenístico.

### Templo de Dagan en Ugarit
Situado en la acrópolis de Ugarit, junto al templo de Baal (al que se consideraba su "hijo"), estuvo en uso desde inicios del siglo II a. C. hasta la destrucción de la ciudad. Se ha identificado por el hallazgo de dos estelas con inscripciones dedicadas a Dagan. 
Constaba de un patio enlosado y una sala cuadrada, con una escalera para acceder a la azotea. En el exterior del templo se encontraron 15 piletas de piedra destinadas a las abluciones.

## En la Biblia
Se lo menciona en la Biblia, cuando los filisteos derrotan a los israelitas y toman el Arca de la Alianza como botín de guerra y es puesta en el templo de Dagón  (1 Samuel 5, 1-7).
Es posible que realmente el nombre se haya utilizado para denominar a tres dioses distintos: un Ben Dagón, que aparece en los primeros textos ugaríticos en lucha contra el dios Baal; un segundo Dagan, dios sumerio de la fertilidad, venerado por todo el Oriente Antiguo; y, por último, en Fenicia, Dagón un dios marino, un ser a medias hombre y pez. La posible confusión puede ser originada por una etimología dudosa. La palabra caldea dagan se traduce por 'grano', 'trigo' o 'semilla' y si se derivase del hebreo antiguo dag, significa 'pez'.
De acuerdo con la interpretación que se cree más probable, Dagón era descrito con cara y manos, y una parte de su cuerpo era parecida a un pez, "el tronco de Dagón" (versículo 4). Del texto recibido de los Setenta parece que también tenía pies, aunque la edición Swete da a este punto una lectura diferente. En la traducción griega esta frase se muestra con las características de tener un aspecto de brillo pulido. La descripción de la Biblia coincide con la que puede verse en las monedas de varias ciudades, filisteas o fenicias, en la mayoría de ellas Dagón se representa como una figura compuesta, la parte superior del cuerpo es humana, y la inferior es de pez. De ello parece deducirse que Dagón era un dios pez, hecho que no sorprende en lo más mínimo, puesto que parece haber sido la deidad principal de ciudades marítimas, tales como, Asdod, Gaza (los lugares originales se supone que están enterrados bajo las dunas de arena que corren a lo largo de la orilla), Ascalón, y Arvad. En los monumentos, y también probablemente en el culto popular, Dagón está asociado a veces con una deidad femenina también medio pez, Derceto o Atargatis, a menudo identificadas como Astarté.
Algunos especialistas, sin embargo, no dan valor a estos datos, y consideran que Dagón era el dios de la agricultura. Su opinión está basada en la siguiente afirmación filo bíblica: "Dagón, es decir, espiga ' [la palabra hebrea para espiga es dagan]. Puede leerse (en Eusebio, Prep. Evang. 1, 6) que, según una leyenda fenicia antigua, Dagón se encuentra en un sello que tiene ciertas señales simbólicas con una provisión de trigo (lo cual lo relaciona con la agricultura). "Dagón, después de descubrir el trigo y el arado, fue llamado Zeus del arado" (2, 16). Aparece escrito en caracteres fenicios el nombre de Baal-Dagón pero no la imagen de un pez. Parece que el posible error es debido a una equivocación en el nombre.
Es posible cuestionar si estos argumentos tienen más valor que los que apoyan la otra opinión; para quienes aceptan la interpretación etimológica filo bíblica les parece que el posible error es debido a una equivocación en el nombre. También pudiera admitirse que en el transcurso del tiempo, a lo largo de la orilla mediterránea, se desarrolló una concepción y representación doble de Dagón como resultado de la supuesta doble derivación del nombre. 
La situación religiosa de Canaán era compleja tanto por la influencia extranjera como por la adaptación a la vida sedentaria de las tribus semíticas que ocuparon el país, lo que produjo una superposición de cultos relacionados con la agricultura junto con un panteón primitivo propio de las tribus anteriores:
El panteón cananeo estaba presidido por El (dios semítico)Il (Elohim en hebreo), dios decano de los nómadas y, por ende, con funciones eminentemente éticas y sociales. Es descrito como tolerante y benigno: recibe los títulos de «Padre de los dioses», «rey», «padre de los hombres», «creador de las criaturas», «amable», «misericordioso» y «toro».
(Reducido a un otium cum dignitate, de su primitiva potencia procreadora simbolizada por el toro no le queda en los textos ugaríticos más que el engendrar al lucero matutino Sahar y vespertino Sglm junto a los llamados «dioses graciosos y bellos»). Baal era su "hijo".
Para algunos, Il (literalmente, dios) era el apelativo con que se designaba por antonomasia al dios Dagan o de los cereales. El culto a Dagan era propio de los amorreos del siglo XXII a. C. Hacia finales del siglo XXI a. C. los elamitas ocuparon la región asirio-babilónica, destruyeron los templos y cuando reconstruyeron las ciudades, lo hicieron con el “beneplácito de los dioses”. Desde entonces, entre los asirios el dios Dagan se equiparaba al dios primigenio Anu.
Entre los fenicios y sidonios, la deidad suprema El era el equivalente de Dagón; y dado que a Dagón lo consideraban "padre de Baal" queda aún más evidente la equivalencia.
Un hijo de El, Melkart, era el dios de Tiro y frecuentemente era llamado el Ba'al de Tiro. Un notable servidor de 'el Ba'al' fue el rey de Sidón: Ethba’al. La Biblia relata que Acab (Ajab), rey de Israel se casó con Jezabel hija de Ethba’al, el rey de los sidonios y servidor de 'el Ba'al' (1 Reyes 16:31). El culto de este dios fue promiente en Israel hasta el reinado de Jehú, quien lo anuló (2 Reyes 10:26).
El becerro de oro adorado por los hebreos pudo estar inspirado en el toro del dios El, pero como Baal también estaba representado por un joven toro, probablemente se llegaría a una confusión de ambos dioses.
Las cartas de Amarna (aproximadamente 1480-1450 a. C.) que han aportado los nombres de Yamir-Dagan y Dagan-takala, gobernantes de Ascalón, dan testimonio de la antigüedad del culto a Dagón entre los habitantes de Palestina. Sabemos por la Biblia que la deidad tenía templos en Gaza (Jueces, 16, 21, 23) y Asdod (I Samuel 5, 1-7); Se supone que existieron igualmente en otras ciudades filisteas. El culto a Dagón parece que se había extendido incluso más allá de los confines de su confederación. El testimonio de los monumentos es positivo para la ciudad fenicia de Arvad; más aún, el Libro de Josué menciona dos pueblos llamados Bét Dagón, uno en el territorio de Judá (Josué 15, 41), y el otro en la frontera de Aser (bet aram) (Josué 19, 27); Josefo también habla de un Dagón "más allá de Jericó" (Antiq. Jud., XIII, 8, 1; De Bel. Jud. I, 2, 3): todos estos nombres son anteriores a la conquista israelita, y, a menos que se deriven de Dagan, dan testimonio de a una amplia difusión del culto de Dagón a lo largo de Israel. Este culto se mantuvo, por lo menos en ciertas ciudades filisteas, hasta los últimos siglos a. C. Este era el caso de Asdod; el templo de Dagón que estaba allí fue quemado por Judas Macabeo (l Mac.10, 84; 11, 4).
Al contrario de los Baales que, entre los cananeos, era deidades esencialmente locales, Dagón parece que era considerado por los filisteos como un dios nacional (I Crónicas 10, 10). A él atribuyeron su éxito en la guerra; le dieron gracias con grandes sacrificios, ante él se regocijaron por la captura de Sansón (Jueces 16, 23); a su templo llevaron los trofeos de sus victorias: el Arca (I Samuel 5, 1, 2), la armadura, y la cabeza de Saúl (1 Samuel 31, 9, 10; I Crónicas 10, 10).
Un bajorrelieve de bronce asirio-fenicio también sugeriría que Dagón tenía una función prominente en las doctrinas de la muerte y la vida futura. Acerca del ritual de su culto, poco puede deducirse de los documentos o de la Biblia. Los acuerdos detallados para devolver el Arca (1 Samuel 5; 6) puede haber estado inspirados más por las circunstancias que por cualquier ceremonia del culto a Dagón. Posteriormente, Dagón sería denominado Baal Hammon por los cartagineses.

## Su influencia en la cultura popular

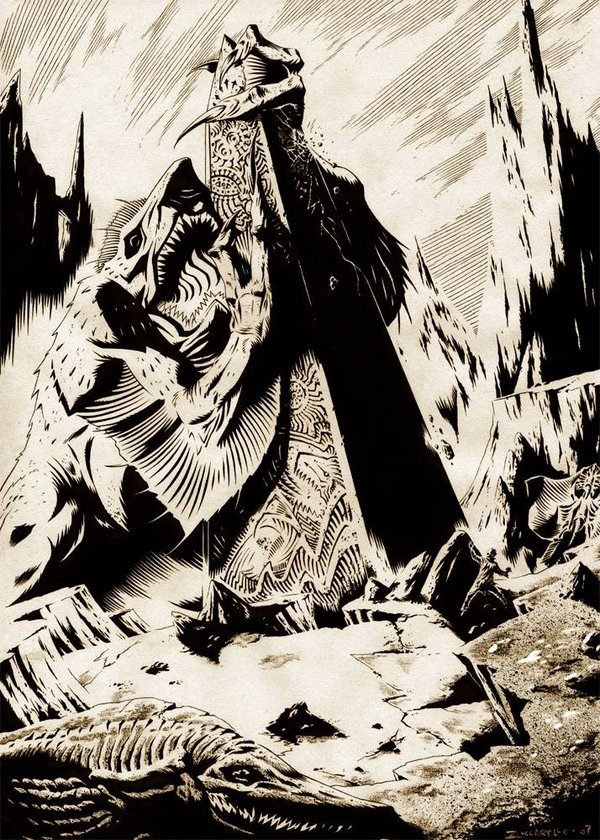
Representación artística de Dagón en los "Mitos de Cthulhu"
(fan art de Mario Zuccarello).

- En tiempos modernos, fue retomado en la literatura de H.P. Lovecraft dándole un sentido de dios reprimido que busca gobernar este mundo nuevamente, las principales obras en las que aparece son: Dagón y La Sombra sobre Innsmouth, donde se hace hincapié en su antigüedad marcándolo antes de la existencia de los humanos. Tuvo una adaptación cinematográfica llamada Dagón, la secta del mar, dirigida por Stuart Gordon.

- Ejemplos notables incluyen los poemas épicos de John Milton Samson Agonistes y Paradise Lost, Dagon y The Shadow Over Innsmouth de HP Lovecraft, Dagon de Fred Chappell, Middlemarch de George Eliot y King of Kings de Malachi Martin.

- Además, la especie prehistórica extinta de zifio, Dagonodum mojnum, lleva el nombre de Dagón.

- En la saga del Mundodisco un chiste recurrente a lo largo de los libros es que un sinnúmero de personajes saquen a colación la frase «Todos saben lo que le pasó al señor Hong cuando inauguró esa pescadería durante la noche del solsticio de invierno con luna llena junto al viejo templo a Dagón».